# Cape Lookout National Seashore

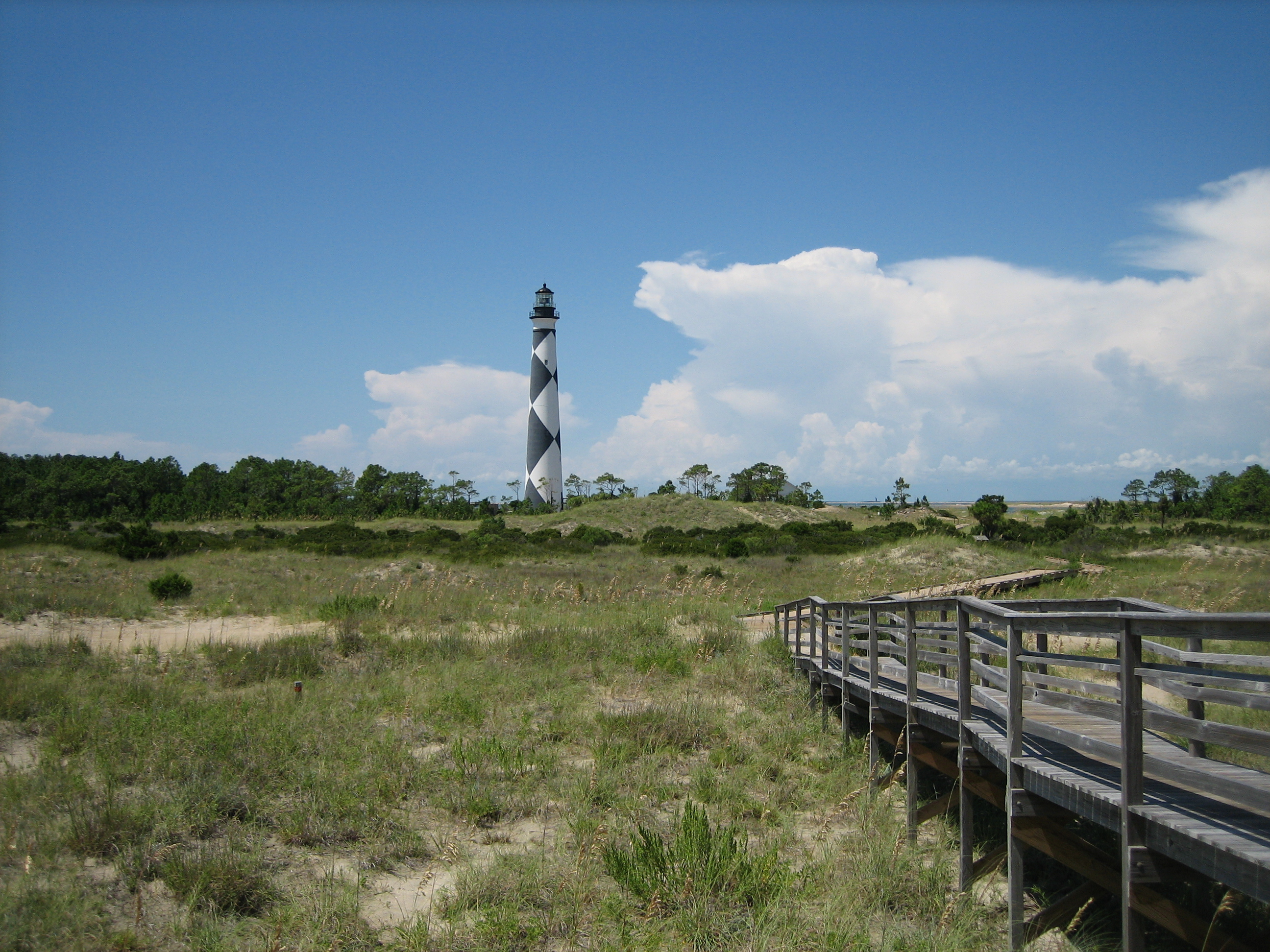
Cape Lookout Leuchtturm, Carteret County, N.C.

Cape Lookout National Seashore ist ein zum Schutz eines 90 Kilometer langen Küstenabschnitts der südlichen Outer Banks zwischen den Meeresarmen Ocracoke Inlet im Nordosten und Beaufort Inlet im Südosten der Inselkette im Bundesstaat North Carolina eingerichtetes Naturschutzgebiet vom Typ einer National Seashore. Der Abschnitt wird durch drei der vorgelagerten Inseln North Core Banks, South Core Banks und Shackleford Banks gebildet. Außerdem gehören zwei historische Dörfer auf Core Banks, die wilden Pferde (Bank Ponies) auf der Insel Shackleford und der mit schwarzweißen Rauten bemalte Leuchtturm von Cape Lookout zum Schutzgebiet. Das dazugehörige Besucher- und Informationszentrum befindet sich auf Harkers Island.
Der National Park Service, der den Küstenabschnitt betreut, plant als Teil der Feierlichkeiten zu seinem 100-jährigen Bestehen im Jahre 2016, den am 15. November 1859 erstmals erleuchteten Leuchtturm zu renovieren und die historischen Bezirke der Cape Lookout und Portsmouth Village Historic Sites zu restaurieren.

## Verwaltung des Parks
Der National Seashore wurde am 10. März 1966 autorisiert und am 23. Mai 1986 zur North Carolina Heritage Area erklärt. Seit 16. Juni 1986 gehört das Gebiet auch zum Carolinian-South Atlantic Biosphere Reserve, dem Biosphärenreservat der Carolinas und des Südatlantik. Am 9. September 2007 traf der Tropensturm Gabrielle genau am Cape Lookout National Seashore mit Windgeschwindigkeiten von über 90 Kilometer pro Stunde auf Land. Der Schaden war gering, aber die folgende Flut und die Küstenerosion beeinflussten das Gebiet deutlich.